# Campylopterus hyperythrus
Campylopterus hyperythrus là một loài chim trong họ Trochilidae.